# Амблер (Аљаска)
Амблер (енгл. Ambler) град је у америчкој савезној држави Аљаска.

## Демографија
По попису из 2010. године број становника је 258, што је 51 (-16,5%) становника мање него 2000. године.
| Група             | 2000.      | 2010.      |
| Белци             | 40 (12,9%) | 29 (11,2%) |
| Афроамериканци    | 1 (0,3%)   | 1 (0,4%)   |
| Азијати           | 0 (0,0%)   | 0 (0,0%)   |
| Хиспаноамериканци | 0 (0,0%)   | 0 (0,0%)   |
| Укупно            | 309        | 258        |